# Les Guèbres ou la tolérance
Les Guébres ou la tolérance ist eine unaufgeführte Tragödie in fünf Aufzügen von Voltaire. Die Gheber wurden von Voltaire 1768, in der Absicht Joseph-François-Edouard de Corsembleu de Desmahis und sein Eintreten für die Toleranz zu unterstützen, verfasst.

## Handlung
Akt 1
Die Handlung spielt in der syrischen Festung Apamée (Apameia) am Orontes. Der Hohe Priester des Pluto verlangt von dem Festungskommandanten Iradan, dass die Gheberin (Mitglied einer altpersischen Glaubensgemeinschaft) Arzame zum Tode verurteilt wird. Sie habe die Sonne angerufen und den Göttern der Römer die Verehrung verweigert. Iradan, ein liberaler Geist, will sie zunächst hören. Sie sagt, sie huldige nicht der Sonne, sondern Gott, der sie gemacht habe. Zoroastre habe ihnen diesen Gott gelehrt. Daraufhin spricht Iradan sie frei.
Akt 2
Der Kommandant verliebt sich in das Mädchen und legt seinem Bruder Césène seinen Plan dar, sie zu heiraten; so kann er sie auch vor dem Tode bewahren. In einem vertraulichen Gespräch eröffnet ihm Arzame, ihre Religion schreibe vor, dass die Schwester sich mit ihrem Bruder vereinige – in Iradan verehre sie ihren Vater. Der Hohe Priester erscheint mit anderen Priestern Plutos sowie Soldaten und lässt das Mädchen ergreifen. Ihr Bruder Arzémon sucht seine Schwester und gleichzeitig Rache. Der Kommandant erkennt seinen Fanatismus.
Akt 3
In einem Gespräch mit dem Garnisonssoldaten Mégatise, einem Gheber, gewinnt Arzémon die Überzeugung, Iradan sei ein Verräter. Er findet seine Schwester, die ihm sagt, dass der Kommandant um ihre Hand angehalten hat. Er ruft die Götter an und will sich nun rächen. Er verwundet Iradan, wird aber überwältigt und in Ketten gelegt. Seine Schwester ist entsetzt über die Tat. Ihr Bruder empfindet Reue, als er erkennt, dass der Kommandant keineswegs ein Verräter ist.
Akt 4
Der greise Arzemon, der vermeintliche Vater der Geschwister, erscheint – Mégatise setzt ihn über die Ereignisse in Kenntnis. Die Priester fordern den Tod der Geschwister. Nachdem Arzame den greisen Arzemon als Vater anspricht, gibt dieser eine Erklärung ab: Arzane und Arzemon seien in Wirklichkeit weder seine Kinder noch Geschwister. Sie seien die Kinder Césènes und seines Bruders aus deren Verhältnissen mit persischen Frauen, also Vetter und Base. Nach dem Tod einer dieser Frauen habe die andere die Kinder zu ihm gebracht, die er dann nach ihrer Religion aufgezogen habe. Daraufhin umarmt Césène seine Tochter, Iradan seinen Sohn.
Akt 5
Ein neuer Kommandant wird eingesetzt – Iradan freilich verabscheute den Posten mit seinem unwürdigen Pomp und wollte ihn ohnehin verlassen. Césène und Arzemon begeben sich zum römischen Kaiser. Der Hohe Priester befiehlt sie festzunehmen. Es kommt zum Kampf, bei dem der Hohe Priester fällt. Der Kaiser entscheidet: Die Priester werden in ihre Schranken verwiesen. Iradan und Césène sollen dem Kaiser in seiner Armee folgen und unter seinen Augen kämpfen. Arzame und Arzemon dürfen heiraten, die Gheber können fortan in Freiheit ihren Kult ausüben und nach ihrem Glauben leben: „Que chacun dans sa loi cherche en paix la lumière“.

## Literarische Vorlage und biografische Bezüge
Voltaire entschloss sich im August 1768 mit dem Stück in die durch die Veröffentlichung von Jean-François Marmontels Bélisaire entfachte öffentliche Diskussion zur Toleranz einzuschalten. Direkt wollte er Joseph-François-Edouard de Corsembleu de Desmahis Forderungen nach mehr Toleranz unterstützen. Im einleitenden Diskurs schrieb Voltaire, der das Werk anonym mit den Initialen Desmahis veröffentlicht hatte, „er wolle ein schwaches Talent, soweit er es besitze, zur Achtung vor den Gesetzen, zur universellen Nächstenliebe, zur Humanität, zur Nachsicht und zur Toleranz einsetzen“.

## Aufführungen und zeitgenössische Rezeption
Die Guèbres wurden entgegen der Hoffnung Voltaires von der Comédie-Française nicht angenommen. Die daraufhin 1769 von Voltaire veranlasste Buchausgabe bei Grasset wurde von der Krik schlecht aufgenommen. Sie warf der Tragödie Strukturschwächen und eine dürftige Handlung vor. Das Stück bewege sich unterhalb der Mittelmäßigkeit.

## Drucklegung
Nachdem Voltaire keine Aufführung seiner Tragödie erreichen konnte, besorgte er 1769 den Druck des Werkes in Genf bei Gabriel Grasset (1725–1782). Insgesamt erschienen 1769 sechs Einzelausgaben des Stückes.

## Beigabe
Den Guébres stellte Voltaire einen umfangreichen Discours historique et critique à l'occasion de la tragédie des Guébres voran, in dem er seine Intention und die historischen Grundlagen erläuterte.

## Erste Ausgabe
- Les Guèbres ou la tolérance par M. D*** M*** (Desmahis), ohne Impressum (Grasset, Genf, 1769), 116 S.

## Belege
1. ↑  Vgl. Voltaire. Oeuvres complètes 6. Théâtre – Tome cinquième. Paris 1877, p. 491–567. Siegfried Detemple: Voltaire: Die Werke. Katalog zum 300. Geburtstag. Reichert, Wiesbaden 1994, S. 211 ff.
2. ↑  Avertissement des nouveaux éditeurs, vor der Ausgabe der Guèbres in der Werkausgabe Kehl, 1784, Band 6, S. 324.
3. ↑  John Paul Renwick: Les Guébres ou la tolérance In: Raymond Trousson, Jeroom Vercruysse, Jacques Lemaire (Hrsg.): Dictionnaire Voltaire. Hachette Livre, Paris 1994, S. 91.
4. ↑  John Paul Renwick: Les Guébres ou la tolérance In: Raymond Trousson, Jeroom Vercruysse, Jacques Lemaire (Hrsg.): Dictionnaire Voltaire. Hachette Livre, Paris 1994, S. 91.